# سوپرگرل (فیلم ۱۹۸۴)
سوپرگرل (به انگلیسی: Supergirl) فیلمی ابرقهرمانی به کارگردانی جین‌نات وارک و نویسندگی دیوید اودل است که در سال ۱۹۸۴ میلادی اکران عمومی شد. این فیلم بر اساس شخصیتی به همین نام از شرکت دی‌سی کامیکس ساخته شده است و به عنوان زیرشاخه و مشتقی از سری داستان‌های سوپرمن محسوب می‌شود.

## داستان
کِرا زُور-ال (با بازی هلن اسلیتر) آرزو دارد همانند سوپرمن به زمین سفر کند اما نمی‌داند که کره زمین . آنقدرها هم جای امن و زیبایی نیست...

## بازیگران
- هلن اسلیتر در نقش کِارا زُور-ال / سوپرگرل
- فی داناوی در نقش سلنا
- پیتر اوتول در نقش زالاتار
- هارت بوچنر در نقش ایتان
- میا فارو در نقش آلورا
- برندا واکارو در نقش بینسه
- پیتر کوک در نقش نیگل
- سایمون وارد در نقش زور-ایل
- مارک مک‌کلور در نقش جیمی اولسن
- مورین تیفی در نقش لوسی لان
- دیوید هیالی در نقش آقای دانورز
- سندرا دایکیسون در نقش پریتی یانگ لیدی